# رالي سردينيا 2019
رالي سردينيا 2019 هو سباق رالي أقيم في الفترة من 13 إلى 16 يونيو 2019 في ألغيرو، سردينيا. تكون الرالي من 19 مرحلة.